# Spazio-tempo di onde pp
Nella relatività generale, gli spazio-tempo di onde pp, o in breve onde pp, sono un'importante famiglia di soluzioni esatte dell'equazione di campo di Einstein. Queste soluzioni modellano la radiazione che si muove alla velocità della luce. Tale radiazione può essere costituita di:
- radiazione elettromagnetica,
- radiazione gravitazionale,
- radiazione senza massa associata a qualche ipotetico tipo distinto di campo classico relativistico,
o una qualsiasi combinazione di questi, fintanto che la radiazione si muove tutta nella stessa direzione.

Un tipo speciale di spazio-tempo di onda pp, gli spazio-tempo a onde piane, fornisce la maggiore analogia nella relatività generale per le comuni onde piane agli studiosi di elettromagnetismo.
In particolare, nella relatività generale, dobbiamo tenere in considerazione gli effetti gravitazionali della densità di energia del campo elettromagnetico stesso.  Quando facciamo questo, le onde piane puramente elettromagnetiche forniscono la generalizzazione diretta delle soluzioni dell'onda piana ordinaria nella teoria di Maxwell.
Inoltre, nella relatività generale, le perturbazioni nel campo gravitazionale stesso possono propagarsi, alla velocità della luce, come "pieghe" (wrinkles) nella curvatura dello spazio-tempo.  Tale radiazione gravitazionale è l'analogo campo gravitazionale della radiazione elettromagnetica. Nella relatività generale, l'analogo gravitazionale delle onde piane elettromagnetiche è precisamente la soluzione di vuoto tra gli spazio-tempo di onde piane. Essa è chiamata onda gravitazionale piana.
Ci sono esempi fisicamente importanti di spazio-tempo di onde pp che non sono spazio-tempo di onde piane.
In particolare, l'esperienza fisica di un osservatore che sfreccia da un oggetto gravitante (come una stella o un buco nero), quasi alla velocità della luce può essere modellato tramite uno spazio-tempo di onde pp impulsive chiamato ultraboost di Aichelburg-Sexl.
Il campo gravitazionale di un raggio di luce è modellato, nella relatività generale, tramite una certa onda pp assi-simmetrica.
Le onde pp vennero introdotte da Hans Brinkmann nel 1925 e da allora sono state riscoperte molte volte, in modo particolare da Albert Einstein e Nathan Rosen nel 1937.
Il termine pp sta per onde piane con fronte a propagazione parallela, e venne introdotto nel 1962 da Jürgen Ehlers e Wolfgang Kundt.

## Definizione matematica
Uno spazio-tempo di onde pp è ogni varietà lorentziana il cui tensore metrico può essere descritto, rispetto alle coordinate di Brinkmann, nella forma
{\displaystyle ds^{2}=H(u,x,y)\,du^{2}+2\,du\,dv+dx^{2}+dy^{2}}
dove {\displaystyle H} è ogni funzione liscia. Questa era la definizione originale di Brinkmann, e ha il pregio di essere di facile comprensione.
La definizione ormai standard nella letteratura è più sofisticata e non fa riferimento a nessuna coordinata grafica, perciò è una definizione libera da coordinate. Essa stabilisce che ogni varietà lorentziana che ammetta un campo vettoriale nullo {\displaystyle k} costantemente covariante  sia definita spazio-tempo di onda pp.  In altri termini, la derivata covariante di {\displaystyle k} deve ugualmente tendere a zero:
{\displaystyle \nabla k=0}
Questa definizione venne introdotta da Ehlers e Kundt nel 1962. Per metterla in relazione con la definizione di Brinkmann, si prende {\displaystyle k=\partial _{v}}, il vettore di coordinate ortogonali alle ipersuperfici {\displaystyle v=v_{0}}.  Nella notazione di ginnastica degli indici per le equazioni tensoriali, la condizione su {\displaystyle k} può essere scritta {\displaystyle k_{a;b}=0}.
Nessuna di queste definizioni fa alcuna menzione in merito all'equazione di campo; infatti, sono interamente indipendenti dalla fisica.  In tal senso, la nozione di uno spazio-tempo di onde pp è interamente matematico e appartiene allo studio della geometria pseudo-riemanniana. Nella successiva sezione, ci dedicheremo all'interpretazione fisica delle onde pp.
Ehlers e Kundt hanno dato molte ulteriori caratterizzazioni libere da coordinate, tra cui le seguenti:
- Una varietà lorentziana è un'onda pp se e solo se ammette un sottogruppo uni-parametrico di isometrie aventi orbite nulle, e il cui tensore di curvatura abbia autovalori che tendono a zero.
- Una varietà lorentziana con curvatura che non tenda a zero è un'onda pp (non-banale) se e solo se ammette un bivettore covariantemente costante.  (Se così, questo bivettore è un bivettore nullo).

## Interpretazione fisica
È un fatto puramente matematico che il polinomio caratteristico del tensore di Einstein di ogni  spazio-tempo di onde pp tenda identicamente a zero.  In modo equivalente, possiamo trovare una tetrade di Newman/Penrose tale che lo spinore di Ricci (che descrive ogni campo materiale o non-gravitazionale eventualmente presente in uno spazio-tempo) e lo spinore di Weyl (che descrive ogni campo gravitazionale eventualmente presente) abbiano ognuno soltanto una componente non tendente a zero.
Specificamente, rispetto alla tetrade NP
{\displaystyle {\vec {\ell }}=\partial _{u}-H/2\,\partial _{v}}
{\displaystyle {\vec {n}}=\partial _{v}}
{\displaystyle {\vec {m}}={\frac {1}{\sqrt {2}}}\,\left(\partial _{x}+i\,\partial _{y}\right)}
la sola componente non tendente a zero dello spinore di Ricci è
{\displaystyle \Phi _{00}={\frac {1}{4}}\,\left(H_{xx}+H_{yy}\right)}
e la sola componente non tendente a zero dello spinore di Weyl è
{\displaystyle \Psi _{0}={\frac {1}{4}}\,\left(\left(H_{xx}-H_{yy}\right)+2i\,H_{xy}\right)}
Questo significa che ogni spazio-tempo di onde pp può essere interpretato, nel contesto della relatività generale, come una soluzione di polvere nulla. Inoltre, il tensore di Weyl ha sempre un tipo di Petrov N come può essere verificato utilizzando i criteri di Bel.
In altre parole, le onde pp modellano diversi tipi di radiazione classica e senza massa che viaggia alla velocità della luce locale. Questa radiazione può essere gravitazionale, elettromagnetica, di qualche tipo ipotetico senza massa oltre a queste due o ogni loro altra possibile combinazione. Tutta questa radiazione viaggia nella stessa direzione, e il vettore nullo {\displaystyle k=\partial _{v}} gioca il ruolo di vettore d'onda.

## Relazione con altre classi di soluzioni esatte
Sfortunatamente, la terminologia che riguarda le onde pp, anche se piuttosto standard, è molto confusa e tende a generare equivoci.
In ogni spazio-tempo di onde pp, il campo vettoriale {\displaystyle k} covariantemente costante ha in modo identico sempre gli scalari ottici che tendono a zero. Perciò, le onde pp appartengono alla classe di Kundt (la classe di varietà lorentziane che ammettono una congruenza nulla con gli scalari ottici tendenti a zero).
Andando nella direzione opposta, le onde pp includono diversi importanti casi particolari.
Dalla forma dello spinore di Ricci dato nella sezione precedente, è immediatamente evidente come uno spazio-tempo di onde pp (scritto nel diagramma di Brinkmann) sia una soluzione di vuoto se e solo se {\displaystyle H} è una funzione armonica (rispetto alle coordinate spaziali {\displaystyle x,y}). Fisicamente, queste rappresentano la radiazione puramente gravitazionale che si propaga lungo i raggi nulli {\displaystyle \partial _{v}}.
Ehlers, Kundt, Sippel e Gönner hanno classificato gli spazio-tempo di onde pp nel vuoto tramite il loro gruppo autometrico, o gruppo di auto-isometrie. Questo è sempre un gruppo di Lie, e come al solito è più facile classificare la sottostante algebra di Lie dei campi vettoriali di Killing. Succede che in genere la maggior parte dello spazio-tempo di onde pp abbia solo un campo vettoriale di Killing e congruenza geodetica nulla {\displaystyle k=\partial _{v}}.  Tuttavia, per diverse forme speciali di {\displaystyle H}, ci sono campi vettoriali di Killing aggiuntivi.
La classe più importante di onde pp particolarmente simmetriche sono gli spazio-tempo di onde piane, che furono per prima studiati da Baldwin e Jeffery.
Un'onda piana è un'onda pp in cui {\displaystyle H} è quadratico, e può quindi essere trasformato nella forma semplice
{\displaystyle H(u,x,y)=a(u)\,(x^{2}-y^{2})+2\,b(u)\,xy+c(u)\,(x^{2}+y^{2})}
Qui, {\displaystyle a,b,c} sono funzioni lisce arbitrarie di {\displaystyle u}.
Fisicamente parlando,
{\displaystyle a,b} descrivono i profili d'onda dei due modi di polarizzazione linearmente indipendenti di radiazione gravitazionale che può essere presente, mentre {\displaystyle c} descrive il profilo d'onda di ogni radiazione non-gravitazionale.
Se {\displaystyle c=0}, abbiamo onde piane nel vuoto, spesso chiamate onde piane gravitazionali.
In modo equivalente, un'onda piana è un'onda pp con almeno un'algebra di Lie a cinque dimensioni dei campi vettoriali di Killing {\displaystyle X}, compreso {\displaystyle X=\partial _{v}} e altre quattro che hanno la forma
{\displaystyle X={\frac {\partial }{\partial u}}(px+qy)\,\partial _{v}+p\,\partial _{x}+q\,\partial _{y}}
dove
{\displaystyle {\ddot {p}}=-ap+bq-cp}
{\displaystyle {\ddot {q}}=aq-bp-cq}
Intuitivamente, la distinzione è che i fronti d'onda delle onde piane sono veramente planari; tutti i punti su un dato fronte d'onda bi-dimensionale sono equivalenti. Questo non è abbastanza vero in genere per le onde pp.
Le onde piane sono importanti per molte ragioni; giusto per citarne una, esse sono essenziali per il tema affascinante delle onde piane di collisione.
Una sottoclasse più generica è costituita dalle onde pp assi-simmetriche, che in genere hanno un'algebra di Lie abeliana bi-dimensionale dei campi vettoriali di Killing.
Queste sono anche definite onde piane SG2, dato che esse sono il secondo tipo nella classificazione simmetrica di Sippel e Gönner.
Un caso limite di alcune onde pp assi-simmetriche producono l'ultraboost di Aichelburg/Sexl che modella uno scontro ultrarelativistico con un oggetto isolato sfericamente simmetrico.
J. D. Steele ha introdotto la nozione di spazio-tempo di onde pp generalizzato.
Questi sono spazio-tempo lorentziani non-piatti che ammettono un campo bivettoriale nullo costante covariantemente auto-duale.
Il nome è potenzialmente fuorviante, poiché come rileva Steele, questi sono nominalmente un caso speciale di onde pp non-piatte nel senso definito sopra. Sono soltanto una generalizzazione, nel senso che, sebbene la forma metrica di Brinkmann si sia conservata, esse non sono necessariamente le soluzioni di vuoto studiate da Ehlers e Kundt, Sippel e Gönner, ecc.
Un'altra classe speciale importante di onde pp sono le onde sandwich. Queste hanno curvatura tendente a zero fatta eccezione per qualche campo {\displaystyle u_{1}<u<u_{2}}, e rappresentano un'onda gravitazionale che si muove attraverso uno sfondo (background) di spazio-tempo di Minkowski.

## Relazione con altre teorie
Dal momento che esse costituiscono una classe molto semplice e naturale di varietà lorentziane, definite in termini di congruenza nulla, non è molto sorprendente che siano importanti anche in altre teorie di campo classiche relativistiche gravitazionali. In particolare, le onde pp sono le esatte soluzioni nella teoria di Brans-Dicke, nelle varie teorie di curvatura superiore,  nelle teorie di Kaluza-Klein, e in alcune teorie gravitazionali di J. W. Moffat.
In effetti, B. O. J. Tupper ha dimostrato che le comuni soluzioni nel vuoto nella relatività generale e nella teoria di Brans/Dicke sono precisamente le onde pp nel vuoto (ma la teoria di Brans/Dicke ammette ulteriori soluzioni di tipo onda). Hans-Jürgen Schmidt ha riformulato la teoria delle onde pp (quadri-dimensionali) in termini di teoria gravitazionale di dilatazione metrica bi-dimensionale.
Le onde pp giocano anche un importante ruolo nella ricerca della gravità quantistica dato che, come Gary Gibbons ha indicato, tutte le correzioni quantistiche del termine di loop tendono a zero in modo identico per ogni spazio-tempo di onde pp.  Questo significa che studiare le quantizzazioni di livello tre degli spazio-tempo di onde pp offre un barlume nel mondo ancora sconosciuto della gravità quantistica.
È naturale generalizzare le onde pp a dimensioni superiori, dove godono di proprietà simili a quelle che abbiamo discusso. C.M. Hull ha dimostrato che tali onde pp di dimensioni superiori sono gli elementi essenziali per la supergravità in undici dimensioni.

## Proprietà geometriche e fisiche
Le onde pp godono di numerose proprietà sorprendenti. Alcune delle loro proprietà matematiche più astratte sono già state menzionate. In questa sezione discuteremo solo di alcune ulteriori proprietà.
Si consideri un osservatore inerziale nello spazio-tempo di Minkowski che incontra un'onda piana sandwich. Tale osservatore sperimenterà alcuni interessanti effetti ottici. Se guarda dentro i fronti d'onda in arrivo da galassie lontane che hanno già incontrato l'onda, egli vedrà le loro immagini non distorte. Questo deve essere il caso, considerato che non può conoscere l'onda che sta arrivando, fino a che essa non sia giunta alla sua posizione, dato che sta viaggiando alla velocità della luce. Tuttavia, questo può essere confermato dal calcolo diretto degli scalari ottici della congruenza nulla {\displaystyle \partial _{v}}. Supponiamo ora che, dopo il passaggio dell'onda, il nostro osservatore si volti indietro guardando attraverso i fronti d'onda fuggenti verso galassie distanti che l'onda non ha ancora raggiunto. Adesso egli vede le loro immagini ottiche tranciate e ingrandite (o rimpicciolite) in modo dipendente dal tempo.  Se capita che l'onda sia un'onda piana gravitazionale polarizzata, egli vedrà immagini circolari alternativamente: schiacciate orizzontalmente mentre sono espanse verticalmente, e schiacciate verticalmente mentre sono espanse orizzontalmente. Questo mostra direttamente, nella relatività generale, il caratteristico effetto di un'onda gravitazionale sulla luce.
Gli effetti di un'onda piana gravitazionale polarizzata che passa sulle posizioni relative di una nuvola di particelle di prova (inizialmente statiche) saranno qualitativamente molto simili. Potremmo qui ricordare che, in generale, il moto delle particelle di prova negli spazio-tempo di onde pp può manifestare caos.
Il fatto che l'equazione di campo di Einstein sia non-lineare è ben noto. Ciò implica che se si hanno due soluzioni esatte, non vi è quasi nessun modo per sovrapporle linearmente. Le onde pp forniscono una rara eccezione a questa regola: se si hanno due onde pp che condividono lo stesso vettore nullo covariantemente costante (la stessa congruenza geodetica nulla, ovvero lo stesso campo vettoriale d'onda), con funzioni metriche {\displaystyle H_{1},H_{2}} rispettivamente, allora {\displaystyle H_{1}+H_{2}} fornisce una terza soluzione esatta.
Roger Penrose ha osservato che vicino a una geodetica nulla, ogni spazio-tempo lorentziano sembra un'onda piana. Per dimostrare questo, ha utilizzato tecniche importate dalla geometria algebrica onde "far saltare" lo spazio-tempo in modo che la data geodetica nulla diventi la congruenza nulla covariantemente costante dell'onda piana.  Questa costruzione è chiamata limite di Penrose.
Penrose pose anche in rilievo che in uno spazio-tempo di onde pp, tutte le invarianti polinomiali scalari del tensore di Riemann identicamente tendono a zero, ma la curvatura non è quasi mai zero. Se si considera il tensore di Riemann come un tensore di secondo rango agente sui bivettori, allora questo fenomeno è analogo al fatto che un vettore nullo diverso da zero ha lunghezza quadratica che tende a zero.
Penrose è stato anche il primo a comprendere la strana natura della causalità negli spazio-tempo di onde sandwich pp. Egli ha mostrato che alcune o tutte le geodetiche nulle emessa in un dato evento saranno rifocalizzate in un evento (o serie di eventi) successivi. I dettagli dipendono dal fatto se l'onda sia puramente gravitazionale, puramente elettromagnetica, o nessuna delle due.
Ogni onda pp ammette molti diversi grafici di Brinkmann.  Questi sono correlati per mezzo di trasformazioni di coordinate, le quali in questo contesto possono essere considerate come trasformazioni di gauge. Nel caso di onde piane, queste trasformazioni di gauge ci permettono di considerare sempre due onde piane in collisione che abbiano fronti d'onda paralleli, e perciò si può dire che le onde si scontrino di fronte.
Si tratta di un risultato esatto in piena relatività generale non lineare, analogo al risultato riguardante le onde piane elettromagnetiche trattate nella relatività ristretta.

## Esempi
Ci sono molti esempi notevoli espliciti di onde pp.
(Il termine "esplicito" sta a significare che le funzioni metriche possono essere considerate in termini di funzioni elementari
o forse funzioni speciali ben note come le funzioni di Mathieu).
Esempi espliciti di onde pp assi-simmetriche comprendono
- L'ultraboost di Aichelburg-Sexl è un'onda piana impulsiva che modella l'esperienza fisica di un osservatore che sfreccia da un oggetto gravitante sfericamente simmetrico quasi alla velocità della luce.
- Il raggio di Bonnor è un'onda piana assi-simmetrica che modella il campo gravitazionale di un raggio infinitamente lungo di radiazione elettromagnetica incoerente.

Esempi espliciti di spazio-tempo di onde piane comprendono
- soluzioni esatte di onde piane monocromatiche (gravitazionali ed elettromagnetiche) le quali generalizzano le soluzioni ben note provenienti dall'approssimazione del campo debole,
- onda piana generante di Schwarzschild, un'onda piana gravitazionale che, se dovesse scontrarsi frontalmente con una gemella, produrrebbe nella zona di interazione della risultante soluzione dell'onda piana di collisione una regione che è localmente isometrica nella parte interna di un buco nero di Schwarzschild, consentendo in tal modo una sbirciatina classica nella geometria locale dentro l'orizzonte degli eventi,
- onda piana elettromagnetica uniforme; questo spazio-tempo è foliato per mezzo di ipersezioni (hyperslices) di tipo spazio che sono isometriche a  {\displaystyle S^{3}},
- l'onda della morte è un'onda piana gravitazionale che mostra una forte singolarità di curvatura nulla non-scalare, che si propaga attraverso uno spazio-tempo inizialmente piatto e progressivamente distrugge l'universo,
- onde piane omogenee, o onde piane SG11 (tipo 11 nella classificazione di simmetria di Sippel e Gönner), che mostrano una singolarità di curvatura nulla non-scalare e che sorgono come i limiti di Penrose di una geodetica nulla appropriata che si avvicina alla singolarità di curvatura presente in molte soluzioni fisicamente importanti, inclusi i buchi neri di Schwarzschild e i modelli cosmologici FRW.